# Ed Perlmutter
Edwin George "Ed" Perlmutter, född 1 maj 1953 i Denver, Colorado, är en amerikansk demokratisk politiker. Han representerade delstaten Colorados sjunde distrikt i USA:s representanthus 2007–2023.
Perlmutter gick i skola i Jefferson High School i Edgewater. Han studerade sedan vid University of Colorado. Han avlade grundexamen 1975 och juristexamen 1978. Han arbetade sedan som advokat i Colorado. Han var ledamot av delstatens senat 1995-2003.
Kongressledamoten Bob Beauprez kandiderade inte till omval i kongressvalet i USA 2006. Beauprez var republikanernas kandidat i guvernörsvalet i Colorado 2006 som han förlorade mot Bill Ritter. Demokraten Perlmutter vann kongressvalet och efterträdde Beauprez i representanthuset i januari 2007. Han omvaldes 2008.